# 关于若干历史问题的决议
《关于若干历史问题的决议》是1945年4月20日在中國共產黨的六届七中全会上通过的一份决议。由刘少奇、周恩来等組成的7人专门委员会负责起草和修改。文件总结了中國共產黨建黨以來，尤其是六届四中全会至遵义会议前这一段時期政治運動的教訓，詳述历次左倾错误造成的損害。

## 背景
《决议》是在延安整风的背景下形成的。1942年秋以後，毛澤東開始對高級幹部發起整風。1943年3月的政治局擴大會議中，重組了權力核心，毛泽东获选出任中共中央政治局主席，正式登上中共最高领导的位置。其後，毛澤東指示要对1928年以來的中共黨史进行检讨，尤其對错误路线的國際派的相關人物，在群眾壓力下，王明、周恩來、陳毅、彭德懷等先後認錯。
1944年5月21日，扩大的六届七中全会在延安召开第一次全体会议，毛泽东代表中共中央政治局作工作报告，提出关于处理党的历史问题的六条原则和指导性意见。於是，由任弼时主持，刘少奇、康生、周恩来、张闻天、彭真、高岗、博古参加的党的历史问题决议准备委员会，以毛泽东1942年写的《历史问题草案》为蓝本，开始起草《决议》。到1945年4月20日，全会第八次会议原则通过了中共中央《关于若干历史问题的决议》并将决议编入1945年册的《中共中央文件选集》。

## 內容
任弼时在全会第八次会议，代表全会主席团發言，指出历史决议主要針对六届四中全会至遵义会议的问题；解决历史问题的方针是分析错误的内容与根源，而不着重个人的责任。《决议》对中國共產黨建黨20年來，在历史上的若干问题作了结论，包括陈独秀右倾机会主义、瞿秋白和李立三的左倾盲动主义，尤其是王明的左倾教条主义左倾。根據該文件，各次左傾、右倾都不是偶然发生的，而是一定的社会历史条件的产物。